# Шеврет
Шеврет — фермерське господарство у селі Дмитровичі Мостиського району, Львівської області. 

## Опис
Ферма спеціалізується на розведенні овець та кіз, гуртовою торгівлею молочними продуктами, переробкою молока, виробництвом сиру та масла, м'яса. Це перша та єдина в Україні козяча ферма з виробництва сирів та іншої молочної та м'ясної продукції за французькою технологією.
Chevrette (укр. «Шеврет») в перекладі з французької значить «кізонька». Засновниками та власниками ферми є подружжя Віллемів — бельгієць Бернар та українка Марія. Коли у подружжя народилася донька Еліза, ферма отримала на честь дівчинки додаткову назву —  «Шеврет» Фромаж д'Еліз (ТМ «Fromages d'Elise»; укр. сири Лізи).
Ферма налічує понад 600 кіз, кожна з яких за період лактації дає до 750 кг молока. Вона спеціалізується не лише на продукції козячого молока і сиру з нього, але й на розведенні кіз і їх селекції. Також тут розводять велику рогату худоби, овець, птицю, виробляють яблучний сік, вирощують фрукти.